# Panehesi (Vizekönig von Kusch)

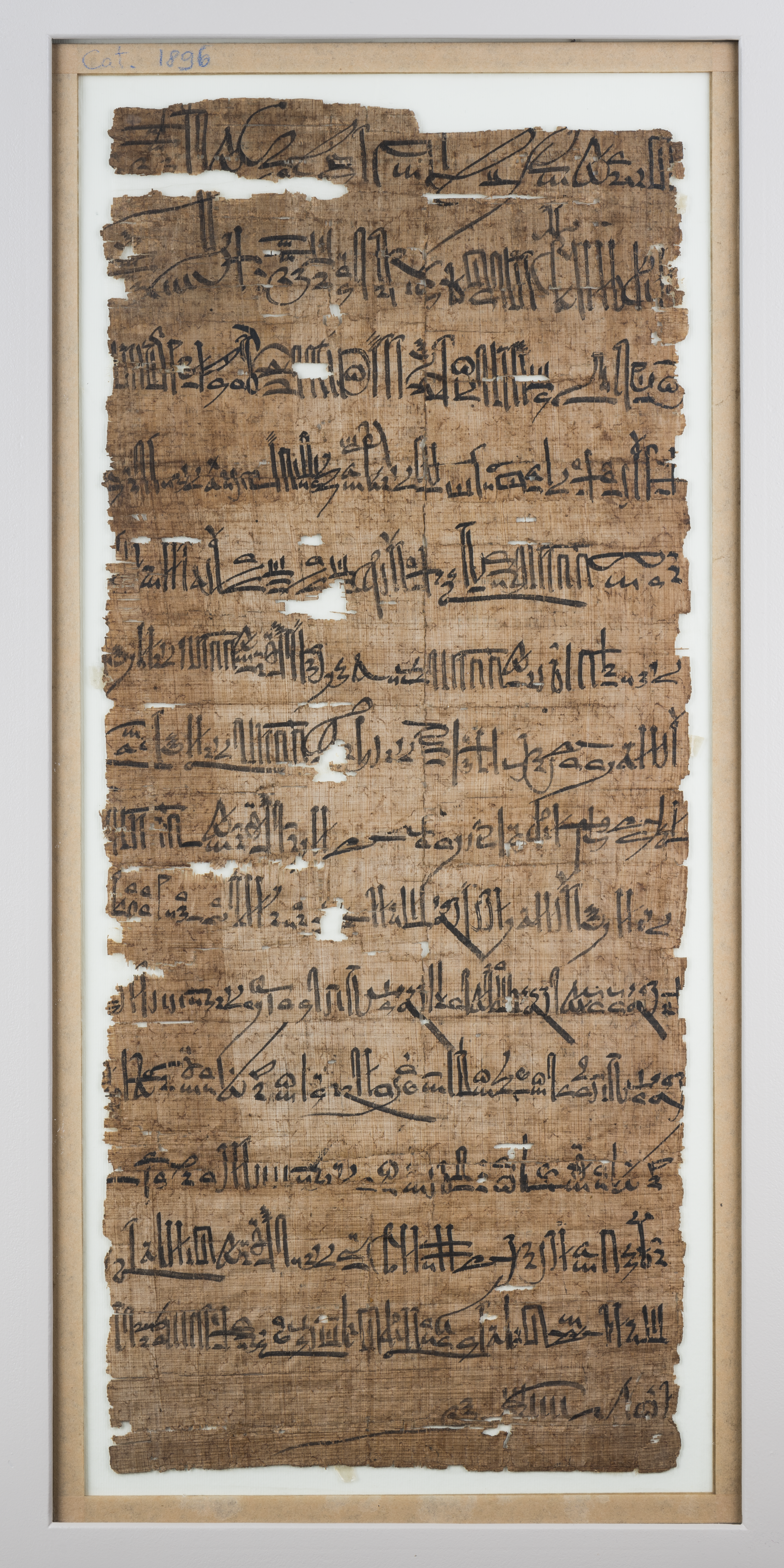
Ein an Panehesi gerichtetes Dekret des Pharao Ramses XI. Museo Egizio, Turin.

Panehesi (der Nubier), auch Panehsi, war ein Vizekönig von Kusch am Ende des altägyptischen Neuen Reiches (etwa 1550 bis 1070 v. Chr.).
Am Ende der 20. Dynastie herrschten bürgerkriegsähnliche Zustände in Oberägypten. Die Ereignisse finden zwar in einigen Dokumenten kurze Erwähnung, jedoch kann die Forschung daraus keine Rückschlüsse auf die wirklichen Ereignisse ziehen. Panehesi wird in verschiedenen Urkunden dieser Zeit genannt und scheint dabei eine wichtige Rolle gespielt zu haben. Die Ereignisse datieren um das 8. Jahr von Ramses XI. In dieser Zeit wurde der Hohepriester des Amun, Amenophis, wohl von Panehsi abgesetzt. In den Jahren 12 bis 17 war Panehesi unter königlichem Auftrag in Oberägypten und Theben unterwegs. Zwischen den Jahren 17 und 19 ist er dann als Gegner des Herrschers bezeugt, wechselte also offensichtlich die Seiten. Daraufhin zog er sich nach Nubien zurück, wo er noch im 28. Jahr derselben Regierungszeit bezeugt ist. Er starb dort auch und wurde in einem bescheidenen Grab in Aniba begraben.